# Száguldó vipera
A Száguldó vipera (eredeti cím: Viper) 1994-től 1999-ig futott amerikai televíziós filmsorozat, amelynek alkotói Danny Bilson és Paul DeMeo voltak. A filmsorozat központi szereplője egy csodaautó, amelyet Julian Wilkes talált ki. A filmsorozat egy létező autómodellre épült. Amerikában 1994-ben az NBC vetítette, 1996-tól 1999-ig pedig szindikált sugárzásban adták. Magyarországon a TV2 mutatta be 2000. augusztus 27-én.

## Ismertető
Julian Wilkes feltalálja a csodaautót, ami a biztonságos és békés jövőt hozhatja el, ám van egy bökkenő. Ezt a kocsit csak egy valaki tudja vezetni. Michael Paiton aki egy bűnöző sofőr, vagyis rablások után, a zsákmányt ő fuvarozza el profi vezetői képességével. Ám egyik akciója során balesetet szenved és a rendőrség egy mikrochip segítségével törli a memóriáját és új személyiséget ad neki. Joe Astorként Julian csodaautójának volánja mögé ültetik. Később a vipera projektet betiltják, de Joe Paitonként szerzett pénzéből továbbra is fenntartják a kocsit, dacolva a rendőrökkel és a bűnözőkkel. Így megy ez 13 részen keresztül, utána a kormány engedélyezi a kocsit és Joe Astor helyére Thomas Colet teszik, mellé meg Camaron Westleket, a bájos, ám kegyetlen zsarut.

## Szereplők
| Szereplő                   | Színész         | Magyar hang                  |
| -------------------------- | --------------- | ---------------------------- |
| Frankie Waters             | Joe Nipote      | Pusztaszeri Kornél           |
| Joe Astor Michael Payton   | James McCaffrey | Kárpáti Levente Kőszegi Ákos |
| Julian Wilkes              | Dorian Harewood | Háda János                   |
| Thomas Cole                | Jeff Kaake      | Selmeczi Roland              |
| Cameron Westlake (nyomozó) | Heather Medway  | Fehér Anna                   |
| Allie Farrow               | Dawn Stern      | Liptai Claudia Timkó Eszter  |
| Arthur Stephenson          | Duncan Fraser   |                              |
| Sherman Catlett (ügynök)   | J. Downing      | Varga Gábor                  |

## Epizódok
| Évad | Évad | Részek száma | Részek száma | Eredeti sugárzás     | Eredeti sugárzás | Eredeti adó         |
| Évad | Évad | Részek száma | Részek száma | Évadbemutató         | Évadzáró         | Eredeti adó         |
| ---- | ---- | ------------ | ------------ | -------------------- | ---------------- | ------------------- |
|      | 1.   | 13           | 13           | 1994. január 2.      | 1994. április 1. | NBC                 |
|      | 2.   | 22           | 22           | 1996. szeptember 27. | 1997. május 17.  | Szindikált sugárzás |
|      | 3.   | 22           | 22           | 1997. szeptember 23. | 1998. május 12.  | Szindikált sugárzás |
|      | 4.   | 22           | 22           | 1998. szeptember 22. | 1999. május 22.  | Szindikált sugárzás |